# Anders Thunborg
Anders Ingemar Thunborg, född 9 juni 1934 i Enskede i Stockholm, död 3 december 2004 i Oscars församling i Stockholm, var en svensk politiker (socialdemokrat), diplomat och speedwayförare.

## Biografi
Anders Thunborg växte upp på Södermalm i Stockholm. Hans far var kommunalarbetare och avled tidigt, Thunborg uppfostrades av modern som var skolvaktmästare. Thunborg blev elitmotorcykelförare i speedway och blev i början av 1950-talet i speedwaylaget Vargarna svensk mästare. Han avlade filosofie kandidatexamen i statsvetenskap och nationalekonomi 1958. Därefter var han borgarrådssekreterare på socialroteln i Stockholms kommun.
Thunborg var 1958–1960 sekreterare i Stockholms arbetarekommun, 1961–1969 sekreterare i Socialdemokraternas partistyrelse och 1969–1974 statssekreterare i Försvarsdepartementet. Därefter inleddes en lång karriär vid Utrikesdepartementet och åren 1977–1983 var han FN-ambassadör. Han var Sveriges försvarsminister 1983–1985, därefter ambassadör i Moskva 1986–1989 och i Washington 1989–1993. Thunborg skulle tillträda som ambassadör i Aten 1993 men avgick innan av hälsoskäl. Han var ambassadör vid Heliga stolen 1996–1999.
Thunborg var även ordförande för Svenska Motorcykelförbundet (SVEMO) under några år på 1970-talet och senare även dess hedersordförande.
Anders Thunborg är gravsatt i minneslunden på Galärvarvskyrkogården i Stockholm.